# Loche de rivière
Cobitis taenia
Espèce
Statut de conservation UICN

 LC  : Préoccupation mineure

La Loche de rivière (Cobitis taenia) est une espèce de poissons de la famille des Cobitidae qui vit en Europe, en Asie et en Afrique. Des nombreuses sous-espèces qui existent, aucune ne dépasse les 20 cm. Elle a trois paires de barbillons près de la bouche et des aiguillons mobiles sous les yeux.